# Canotaj la Jocurile Olimpice de vară din 2020
Probele sportive de canotaj la Jocurile Olimpice de vară din 2020 s-au desfășurat în perioada 23–30 iulie 2021 la Sea Forest Waterway (Central Breakwater) din Tokyo în Japonia. Au fost șapte probe sportive dedicate bărbaților și șapte probe dedicate femeilor, numărul total fiind de 14. Probele au inclus două tipuri de bărci (ușoare și grele), și două tipuri de canotaj: prin „măturare”, unde sportivii folosesc o singură vâslă, și prin „vâslire”, unde sportivii folosesc două vâsle.

## Clasament pe medalii
| Loc   | Țară           | Aur | Argint | Bronz | Total |
| ----- | -------------- | --- | ------ | ----- | ----- |
| 1     | Noua Zeelandă  | 3   | 2      | 0     | 5     |
| 2     | Australia      | 2   | 0      | 2     | 4     |
| 3     | Olanda         | 1   | 2      | 3     | 5     |
| 4     | România        | 1   | 2      | 0     | 3     |
| 5     | Franța         | 1   | 0      | 0     | 1     |
| 6     | China          | 1   | 0      | 2     | 3     |
| 6     | Italia         | 1   | 0      | 2     | 3     |
| 8     | Canada         | 1   | 0      | 1     | 2     |
| 8     | Croația        | 1   | 0      | 1     | 2     |
| 8     | Irlanda        | 1   | 0      | 1     | 2     |
| 11    | Grecia         | 1   | 0      | 0     | 1     |
| 12    | Germania       | 0   | 2      | 0     | 2     |
| 12    | COR            | 0   | 2      | 0     | 2     |
| 14    | Marea Britanie | 0   | 1      | 1     | 2     |
| 15    | Norvegia       | 0   | 1      | 0     | 1     |
| 15    | Polonia        | 0   | 1      | 0     | 1     |
| 17    | Austria        | 0   | 0      | 1     | 1     |
| 17    | Danemarca      | 0   | 0      | 1     | 1     |
| Total | Total          | 14  | 14     | 14    | 42    |

## Medaliați

### Masculin
| Probă                                | Aur | Argint | Bronz |
| Simplu vâsle detalii                 | Stefanos Ntouskos · Grecia (GRE) | Kjetil Borch · Norvegia (NOR) | Damir Martin · Croația (CRO) |
| Dublu vâsle detalii                  | Hugo Boucheron Matthieu Androdias (FRA) | Melvin Twellaar Stef Broenink (NED) | Liu Zhiyu Zhang Liang (CHN) |
| Patru vâsle detalii                  | Olanda (NED) · Dirk Uittenbogaard · Abe Wiersma · Tone Wieten · Koen Metsemakers                                                                                    | Marea Britanie (GBR) · Harry Leask · Angus Groom · Tom Barras · Jack Beaumont | Australia (AUS) · Jack Cleary · Caleb Antill · Cameron Girdlestone · Luke Letcher                                                                                       |
| Dublu rame detalii                   | Croația · Martin Sinković · Valent Sinković | România · Marius Cozmiuc · Ciprian Tudosă | Danemarca · Frederic Vystavel · Joachim Sutton |
| Patru rame fără cârmaci detalii      | Australia (AUS) · Alexander Purnell · Spencer Turrin · Jack Hargreaves · Alexander Hill                                                                             | România (ROU) · Mihăiță Vasile Țigănescu · Mugurel Semciuc · Ștefan Constantin Berariu · Cosmin Pascari                                                                          | Italia (ITA) · Matteo Castaldo · Bruno Rosetti · Matteo Lodo · Giuseppe Vicino                                                                                          |
| Opt rame cu cârmaci detalii          | Noua Zeelandă (NZL) · Tom Mackintosh · Hamish Bond · Tom Murray · Michael Brake · Dan Williamson · Phillip Wilson · Shaun Kirkham · Matt Macdonald · Sam Bosworth c | Germania (GER) · Johannes Weißenfeld · Laurits Follert · Olaf Roggensack · Torben Johannesen · Jakob Schneider · Malte Jakschik · Richard Schmidt · Hannes Ocik · Martin Sauer c | Marea Britanie (GBR) · Josh Bugajski · Jacob Dawson · Thomas George · Moe Sbihi · Charles Elwes · Oliver Wynne-Griffith · James Rudkin · Thomas Ford · Henry Fieldman c |
| Dublu vâsle categoria ușoară detalii | Fintan McCarthy · Paul O'Donovan · Irlanda (IRL) | Jonathan Rommelmann · Jason Osborne · Germania (GER) | Stefano Oppo · Pietro Ruta · Italia (ITA) |

### Feminin
| Probă                                | Aur | Argint | Bronz |
| Simplu vâsle detalii                 | Emma Twigg · Noua Zeelandă (NZL) | Hanna Prakatsen (COR) | Magdalena Lobnig · Austria (AUT)                                                                                              |
| Dublu vâsle detalii                  | Nicoleta-Ancuța Bodnar Simona Radis (ROU) | Brooke Donoghue Hannah Osborne (NZL) | Roos de Jong Lisa Scheenaard (NED)                                                                                            |
| Patru vâsle detalii                  | China (CHN) · Chen Yunxia · Zhang Ling · Lü Yang · Cui Xiaotong | Polonia (POL) · Agnieszka Kobus · Marta Wieliczko · Maria Sajdak · Katarzyna Zillmann                                                                            | Australia (AUS) · Ria Thompson · Rowena Meredith · Harriet Hudson · Caitlin Cronin                                            |
| Dublu rame detalii                   | Grace Prendergast · Kerri Gowler · Noua Zeelandă (NZL) | Vasilisa Stepanova Elena Oriabinskaia COR | Caileigh Filmer · Hillary Janssens · Canada (CAN)                                                                             |
| Patru rame fără cârmaci detalii      | Australia (AUS) · Lucy Stephan · Rosemary Popa · Jessica Morrison · Annabelle McIntyre                                                                                        | Olanda (NED) · Ellen Hogerwerf · Karolien Florijn · Ymkje Clevering · Veronique Meester                                                                          | Irlanda (IRL) · Aifric Keogh · Eimear Lambe · Fiona Murtagh · Emily Hegarty                                                   |
| Opt rame cu cârmaci detalii          | Canada (CAN) · Susanne Grainger · Kasia Gruchalla-Wesierski · Madison Mailey · Sydney Payne · Andrea Proske · Lisa Roman · Christine Roper · Avalon Wasteneys · Kristen Kit c | Noua Zeelandă (NZL) · Ella Greenslade · Emma Dyke · Lucy Spoors · Kelsey Bevan · Grace Prendergast · Kerri Gowler · Beth Ross · Jackie Gowler · Caleb Shepherd c | China (CHN) · Guo Linlin · Ju Rui · Li Jingjing · Miao Tian · Wang Zifeng · Wang Yuwei · Xu Fei · Zhang Min · Zhang Dechang c |
| Dublu vâsle categoria ușoară detalii | Valentina Rodini · Federica Cesarini · Italia (ITA) | Laura Tarantola · Claire Bové · Franța (FRA) | Marieke Keijser · Ilse Paulis · Olanda (NED)                                                                                  |